# Amphineurus senex
Amphineurus senex är en tvåvingeart som beskrevs av Alexander 1922. Amphineurus senex ingår i släktet Amphineurus och familjen småharkrankar. Inga underarter finns listade i Catalogue of Life.